# Monte Carlos V
Der Monte Carlos V (spanisch, vollständig Monte Carlos Quinto) ist ein Berg nahe dem südöstlichen Ende der Lemaire-Insel vor der Danco-Küste des Grahamlands auf der Antarktischen Halbinsel.
Wissenschaftler der 5. Chilenischen Antarktisexpedition (1950–1951) benannten ihn nach Karl V., dessen königlicher Erlass (spanisch Reales Cédulas) auf Grundlage der päpstlichen Bulle durch Alexander VI. von 1493 dieses Gebiet noch vor seiner Entdeckung der Souveränität Spaniens unterstellt hatte.